# Килмаксаймон
Килмаксаймон (англ. Kilmacsimon; ирл. Coill Mhic Shíomoin) — деревня в Ирландии, находится в графстве Корк (провинция Манстер). В деревне находится одноимённый яхт-клуб.

## Демография
Население — человек (по переписи 2006 года).